# Afon Alwen
Afon Alwen är ett vattendrag i Storbritannien.   Det ligger i riksdelen Wales, i den södra delen av landet, 270 km nordväst om huvudstaden London.